# 1283
Portal Geschichte | Portal Biografien | Aktuelle Ereignisse | Jahreskalender | Tagesartikel

◄ |
12. Jahrhundert |
13. Jahrhundert
| 14. Jahrhundert | ►

◄ |
1250er |
1260er |
1270er |
1280er
| 1290er | 1300er | 1310er | ►

◄◄ |
◄ |
1279 |
1280 |
1281 |
1282 |
1283
| 1284 | 1285 | 1286 | 1287 | ► | ►►
Staatsoberhäupter  · Nekrolog
| Januar | Januar | Januar | Januar | Januar | Januar | Januar | Januar |
| Kw     | Mo     | Di     | Mi     | Do     | Fr     | Sa     | So     |
| ------ | ------ | ------ | ------ | ------ | ------ | ------ | ------ |
| 53     |        |        |        |        | 1      | 2      | 3      |
| 1      | 4      | 5      | 6      | 7      | 8      | 9      | 10     |
| 2      | 11     | 12     | 13     | 14     | 15     | 16     | 17     |
| 3      | 18     | 19     | 20     | 21     | 22     | 23     | 24     |
| 4      | 25     | 26     | 27     | 28     | 29     | 30     | 31     |

| Februar | Februar | Februar | Februar | Februar | Februar | Februar | Februar |
| Kw      | Mo      | Di      | Mi      | Do      | Fr      | Sa      | So      |
| ------- | ------- | ------- | ------- | ------- | ------- | ------- | ------- |
| 5       | 1       | 2       | 3       | 4       | 5       | 6       | 7       |
| 6       | 8       | 9       | 10      | 11      | 12      | 13      | 14      |
| 7       | 15      | 16      | 17      | 18      | 19      | 20      | 21      |
| 8       | 22      | 23      | 24      | 25      | 26      | 27      | 28      |

| März | März | März | März | März | März | März | März |
| Kw   | Mo   | Di   | Mi   | Do   | Fr   | Sa   | So   |
| ---- | ---- | ---- | ---- | ---- | ---- | ---- | ---- |
| 9    | 1    | 2    | 3    | 4    | 5    | 6    | 7    |
| 10   | 8    | 9    | 10   | 11   | 12   | 13   | 14   |
| 11   | 15   | 16   | 17   | 18   | 19   | 20   | 21   |
| 12   | 22   | 23   | 24   | 25   | 26   | 27   | 28   |
| 13   | 29   | 30   | 31   |      |      |      |      |

| April | April | April | April | April | April | April | April |
| Kw    | Mo    | Di    | Mi    | Do    | Fr    | Sa    | So    |
| ----- | ----- | ----- | ----- | ----- | ----- | ----- | ----- |
| 13    |       |       |       | 1     | 2     | 3     | 4     |
| 14    | 5     | 6     | 7     | 8     | 9     | 10    | 11    |
| 15    | 12    | 13    | 14    | 15    | 16    | 17    | 18    |
| 16    | 19    | 20    | 21    | 22    | 23    | 24    | 25    |
| 17    | 26    | 27    | 28    | 29    | 30    |       |       |

| Mai | Mai | Mai | Mai | Mai | Mai | Mai | Mai |
| Kw  | Mo  | Di  | Mi  | Do  | Fr  | Sa  | So  |
| --- | --- | --- | --- | --- | --- | --- | --- |
| 17  |     |     |     |     |     | 1   | 2   |
| 18  | 3   | 4   | 5   | 6   | 7   | 8   | 9   |
| 19  | 10  | 11  | 12  | 13  | 14  | 15  | 16  |
| 20  | 17  | 18  | 19  | 20  | 21  | 22  | 23  |
| 21  | 24  | 25  | 26  | 27  | 28  | 29  | 30  |
| 22  | 31  |     |     |     |     |     |     |

| Juni | Juni | Juni | Juni | Juni | Juni | Juni | Juni |
| Kw   | Mo   | Di   | Mi   | Do   | Fr   | Sa   | So   |
| ---- | ---- | ---- | ---- | ---- | ---- | ---- | ---- |
| 22   |      | 1    | 2    | 3    | 4    | 5    | 6    |
| 23   | 7    | 8    | 9    | 10   | 11   | 12   | 13   |
| 24   | 14   | 15   | 16   | 17   | 18   | 19   | 20   |
| 25   | 21   | 22   | 23   | 24   | 25   | 26   | 27   |
| 26   | 28   | 29   | 30   |      |      |      |      |

| Juli | Juli | Juli | Juli | Juli | Juli | Juli | Juli |
| Kw   | Mo   | Di   | Mi   | Do   | Fr   | Sa   | So   |
| ---- | ---- | ---- | ---- | ---- | ---- | ---- | ---- |
| 26   |      |      |      | 1    | 2    | 3    | 4    |
| 27   | 5    | 6    | 7    | 8    | 9    | 10   | 11   |
| 28   | 12   | 13   | 14   | 15   | 16   | 17   | 18   |
| 29   | 19   | 20   | 21   | 22   | 23   | 24   | 25   |
| 30   | 26   | 27   | 28   | 29   | 30   | 31   |      |

| August | August | August | August | August | August | August | August |
| Kw     | Mo     | Di     | Mi     | Do     | Fr     | Sa     | So     |
| ------ | ------ | ------ | ------ | ------ | ------ | ------ | ------ |
| 30     |        |        |        |        |        |        | 1      |
| 31     | 2      | 3      | 4      | 5      | 6      | 7      | 8      |
| 32     | 9      | 10     | 11     | 12     | 13     | 14     | 15     |
| 33     | 16     | 17     | 18     | 19     | 20     | 21     | 22     |
| 34     | 23     | 24     | 25     | 26     | 27     | 28     | 29     |
| 35     | 30     | 31     |        |        |        |        |        |

| September | September | September | September | September | September | September | September |
| Kw        | Mo        | Di        | Mi        | Do        | Fr        | Sa        | So        |
| --------- | --------- | --------- | --------- | --------- | --------- | --------- | --------- |
| 35        |           |           | 1         | 2         | 3         | 4         | 5         |
| 36        | 6         | 7         | 8         | 9         | 10        | 11        | 12        |
| 37        | 13        | 14        | 15        | 16        | 17        | 18        | 19        |
| 38        | 20        | 21        | 22        | 23        | 24        | 25        | 26        |
| 39        | 27        | 28        | 29        | 30        |           |           |           |

| Oktober | Oktober | Oktober | Oktober | Oktober | Oktober | Oktober | Oktober |
| Kw      | Mo      | Di      | Mi      | Do      | Fr      | Sa      | So      |
| ------- | ------- | ------- | ------- | ------- | ------- | ------- | ------- |
| 39      |         |         |         |         | 1       | 2       | 3       |
| 40      | 4       | 5       | 6       | 7       | 8       | 9       | 10      |
| 41      | 11      | 12      | 13      | 14      | 15      | 16      | 17      |
| 42      | 18      | 19      | 20      | 21      | 22      | 23      | 24      |
| 43      | 25      | 26      | 27      | 28      | 29      | 30      | 31      |

| November | November | November | November | November | November | November | November |
| Kw       | Mo       | Di       | Mi       | Do       | Fr       | Sa       | So       |
| -------- | -------- | -------- | -------- | -------- | -------- | -------- | -------- |
| 44       | 1        | 2        | 3        | 4        | 5        | 6        | 7        |
| 45       | 8        | 9        | 10       | 11       | 12       | 13       | 14       |
| 46       | 15       | 16       | 17       | 18       | 19       | 20       | 21       |
| 47       | 22       | 23       | 24       | 25       | 26       | 27       | 28       |
| 48       | 29       | 30       |          |          |          |          |          |

| Dezember | Dezember | Dezember | Dezember | Dezember | Dezember | Dezember | Dezember |
| Kw       | Mo       | Di       | Mi       | Do       | Fr       | Sa       | So       |
| -------- | -------- | -------- | -------- | -------- | -------- | -------- | -------- |
| 48       |          |          | 1        | 2        | 3        | 4        | 5        |
| 49       | 6        | 7        | 8        | 9        | 10       | 11       | 12       |
| 50       | 13       | 14       | 15       | 16       | 17       | 18       | 19       |
| 51       | 20       | 21       | 22       | 23       | 24       | 25       | 26       |
| 52       | 27       | 28       | 29       | 30       | 31       |          |          |

| Januar | Januar | Januar | Januar | Januar | Januar | Januar | Januar |
| Kw     | Mo     | Di     | Mi     | Do     | Fr     | Sa     | So     |
| ------ | ------ | ------ | ------ | ------ | ------ | ------ | ------ |
| 53     |        |        |        |        | 1      | 2      | 3      |
| 1      | 4      | 5      | 6      | 7      | 8      | 9      | 10     |
| 2      | 11     | 12     | 13     | 14     | 15     | 16     | 17     |
| 3      | 18     | 19     | 20     | 21     | 22     | 23     | 24     |
| 4      | 25     | 26     | 27     | 28     | 29     | 30     | 31     |

| Februar | Februar | Februar | Februar | Februar | Februar | Februar | Februar |
| Kw      | Mo      | Di      | Mi      | Do      | Fr      | Sa      | So      |
| ------- | ------- | ------- | ------- | ------- | ------- | ------- | ------- |
| 5       | 1       | 2       | 3       | 4       | 5       | 6       | 7       |
| 6       | 8       | 9       | 10      | 11      | 12      | 13      | 14      |
| 7       | 15      | 16      | 17      | 18      | 19      | 20      | 21      |
| 8       | 22      | 23      | 24      | 25      | 26      | 27      | 28      |

| März | März | März | März | März | März | März | März |
| Kw   | Mo   | Di   | Mi   | Do   | Fr   | Sa   | So   |
| ---- | ---- | ---- | ---- | ---- | ---- | ---- | ---- |
| 9    | 1    | 2    | 3    | 4    | 5    | 6    | 7    |
| 10   | 8    | 9    | 10   | 11   | 12   | 13   | 14   |
| 11   | 15   | 16   | 17   | 18   | 19   | 20   | 21   |
| 12   | 22   | 23   | 24   | 25   | 26   | 27   | 28   |
| 13   | 29   | 30   | 31   |      |      |      |      |

| April | April | April | April | April | April | April | April |
| Kw    | Mo    | Di    | Mi    | Do    | Fr    | Sa    | So    |
| ----- | ----- | ----- | ----- | ----- | ----- | ----- | ----- |
| 13    |       |       |       | 1     | 2     | 3     | 4     |
| 14    | 5     | 6     | 7     | 8     | 9     | 10    | 11    |
| 15    | 12    | 13    | 14    | 15    | 16    | 17    | 18    |
| 16    | 19    | 20    | 21    | 22    | 23    | 24    | 25    |
| 17    | 26    | 27    | 28    | 29    | 30    |       |       |

| Mai | Mai | Mai | Mai | Mai | Mai | Mai | Mai |
| Kw  | Mo  | Di  | Mi  | Do  | Fr  | Sa  | So  |
| --- | --- | --- | --- | --- | --- | --- | --- |
| 17  |     |     |     |     |     | 1   | 2   |
| 18  | 3   | 4   | 5   | 6   | 7   | 8   | 9   |
| 19  | 10  | 11  | 12  | 13  | 14  | 15  | 16  |
| 20  | 17  | 18  | 19  | 20  | 21  | 22  | 23  |
| 21  | 24  | 25  | 26  | 27  | 28  | 29  | 30  |
| 22  | 31  |     |     |     |     |     |     |

| Juni | Juni | Juni | Juni | Juni | Juni | Juni | Juni |
| Kw   | Mo   | Di   | Mi   | Do   | Fr   | Sa   | So   |
| ---- | ---- | ---- | ---- | ---- | ---- | ---- | ---- |
| 22   |      | 1    | 2    | 3    | 4    | 5    | 6    |
| 23   | 7    | 8    | 9    | 10   | 11   | 12   | 13   |
| 24   | 14   | 15   | 16   | 17   | 18   | 19   | 20   |
| 25   | 21   | 22   | 23   | 24   | 25   | 26   | 27   |
| 26   | 28   | 29   | 30   |      |      |      |      |

| Juli | Juli | Juli | Juli | Juli | Juli | Juli | Juli |
| Kw   | Mo   | Di   | Mi   | Do   | Fr   | Sa   | So   |
| ---- | ---- | ---- | ---- | ---- | ---- | ---- | ---- |
| 26   |      |      |      | 1    | 2    | 3    | 4    |
| 27   | 5    | 6    | 7    | 8    | 9    | 10   | 11   |
| 28   | 12   | 13   | 14   | 15   | 16   | 17   | 18   |
| 29   | 19   | 20   | 21   | 22   | 23   | 24   | 25   |
| 30   | 26   | 27   | 28   | 29   | 30   | 31   |      |

| August | August | August | August | August | August | August | August |
| Kw     | Mo     | Di     | Mi     | Do     | Fr     | Sa     | So     |
| ------ | ------ | ------ | ------ | ------ | ------ | ------ | ------ |
| 30     |        |        |        |        |        |        | 1      |
| 31     | 2      | 3      | 4      | 5      | 6      | 7      | 8      |
| 32     | 9      | 10     | 11     | 12     | 13     | 14     | 15     |
| 33     | 16     | 17     | 18     | 19     | 20     | 21     | 22     |
| 34     | 23     | 24     | 25     | 26     | 27     | 28     | 29     |
| 35     | 30     | 31     |        |        |        |        |        |

| September | September | September | September | September | September | September | September |
| Kw        | Mo        | Di        | Mi        | Do        | Fr        | Sa        | So        |
| --------- | --------- | --------- | --------- | --------- | --------- | --------- | --------- |
| 35        |           |           | 1         | 2         | 3         | 4         | 5         |
| 36        | 6         | 7         | 8         | 9         | 10        | 11        | 12        |
| 37        | 13        | 14        | 15        | 16        | 17        | 18        | 19        |
| 38        | 20        | 21        | 22        | 23        | 24        | 25        | 26        |
| 39        | 27        | 28        | 29        | 30        |           |           |           |

| Oktober | Oktober | Oktober | Oktober | Oktober | Oktober | Oktober | Oktober |
| Kw      | Mo      | Di      | Mi      | Do      | Fr      | Sa      | So      |
| ------- | ------- | ------- | ------- | ------- | ------- | ------- | ------- |
| 39      |         |         |         |         | 1       | 2       | 3       |
| 40      | 4       | 5       | 6       | 7       | 8       | 9       | 10      |
| 41      | 11      | 12      | 13      | 14      | 15      | 16      | 17      |
| 42      | 18      | 19      | 20      | 21      | 22      | 23      | 24      |
| 43      | 25      | 26      | 27      | 28      | 29      | 30      | 31      |

| November | November | November | November | November | November | November | November |
| Kw       | Mo       | Di       | Mi       | Do       | Fr       | Sa       | So       |
| -------- | -------- | -------- | -------- | -------- | -------- | -------- | -------- |
| 44       | 1        | 2        | 3        | 4        | 5        | 6        | 7        |
| 45       | 8        | 9        | 10       | 11       | 12       | 13       | 14       |
| 46       | 15       | 16       | 17       | 18       | 19       | 20       | 21       |
| 47       | 22       | 23       | 24       | 25       | 26       | 27       | 28       |
| 48       | 29       | 30       |          |          |          |          |          |

| Dezember | Dezember | Dezember | Dezember | Dezember | Dezember | Dezember | Dezember |
| Kw       | Mo       | Di       | Mi       | Do       | Fr       | Sa       | So       |
| -------- | -------- | -------- | -------- | -------- | -------- | -------- | -------- |
| 48       |          |          | 1        | 2        | 3        | 4        | 5        |
| 49       | 6        | 7        | 8        | 9        | 10       | 11       | 12       |
| 50       | 13       | 14       | 15       | 16       | 17       | 18       | 19       |
| 51       | 20       | 21       | 22       | 23       | 24       | 25       | 26       |
| 52       | 27       | 28       | 29       | 30       | 31       |          |          |

## Ereignisse

### Politik und Weltgeschehen

#### Heiliges Römisches Reich
- 1. Juni: Im Vertrag von Rheinfelden, dem ersten Hausgesetz des Hauses Habsburg, mit dem König Rudolf I. seine Erbfolge regelt, muss der minderjährige Rudolf II. zu Gunsten seines älteren Bruders Albrecht I. auf Österreich und die Steiermark verzichten. Die vereinbarte Entschädigung bleibt aus. Der Vertrag bildet eine wesentliche Grundlage für die Hausmacht der Habsburger–Dynastie und die späteren Habsburgischen Erblande. Das in der Rheinfelder Hausordnung angewandte Prinzip der Erbteilung und Primogenitur, das im französischen Adel (Haus Savoyen) bereits verbreitet ist, wird im deutschsprachigen Raum ab dem 13. Jahrhundert nach und nach allgemein übernommen.
- 13. Juni: Der zwischen Hansestädten und Adligen geschlossene Rostocker Landfrieden bewirkt einen wirtschaftlichen Aufschwung von Wismar und anderen Ostseestädten der Region. Beteiligte Parteien sind die Hansestädte Lübeck, Rostock, Wismar, Stralsund, Greifswald, Stettin, Demmin und Anklam sowie die Herzöge von Sachsen und Pommern, die Fürsten von Rügen, die Herren von Schwerin und Dannenberg sowie die Ritterschaft von Rostock.
- Altpreußen fällt durch Unterwerfung der Prußen vollständig in die Hand des Deutschen Ordens.
- Adolf V. von Berg, Neffe des 1280 verstorbenen Walram V. von Limburg, erhebt Anspruch auf das Herzogtum Limburg und bestreitet trotz der Bestätigung durch König Rudolf I. das Erbrecht von Walrams Schwiegersohn Rainald I. von Geldern nach dem Tod seiner Gattin Irmgard. Der Limburger Erbfolgestreit dauert bis 1289.
- Kiel tritt der Hanse bei.

#### Republik Venedig
- In der Venezianischen Kolonie Candia auf Kreta bricht unter der Führung von Alexios Kalergis ein Aufstand aus.

#### Krone Aragón

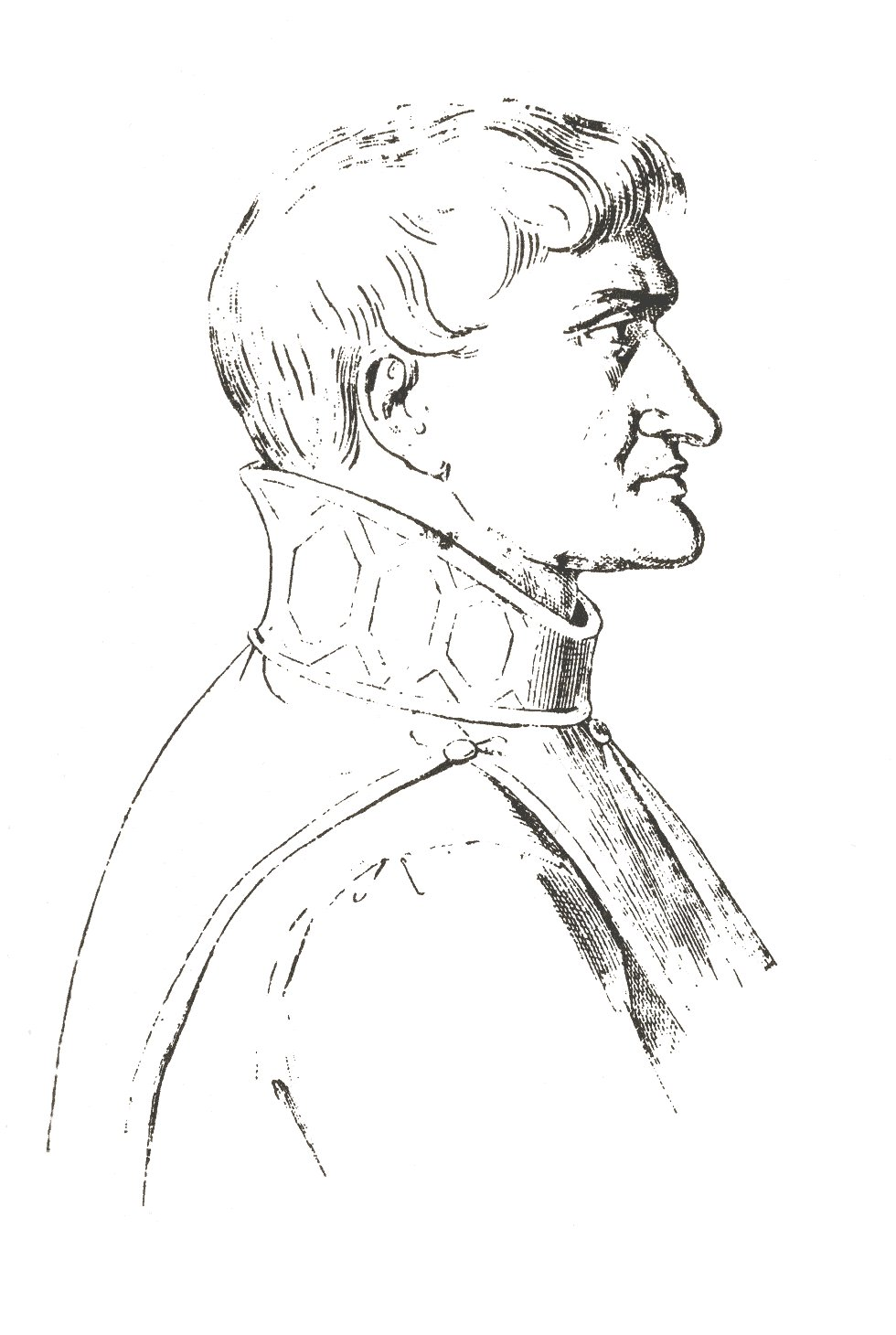
Giovanni da Procida

- 2. Februar: Giovanni da Procida, der maßgeblichen Anteil am sizilianischen Aufstand des Vorjahres gegen Karl von Anjou hatte, wird Statthalter für Peter III. von Aragón in Sizilien.
- 8. Juli: Aragonien besiegt mit Hilfe einer sizilianischen Flotte unter dem Kommando des Roger von Lauria die Franzosen vor Malta und vertreibt diese damit von der Insel.
- Die Stände von Aragón kommen zusammen, ihre alten Freiheiten zu verteidigen, da Peter III. höhere Steuer für seinen Krieg gegen Frankreich fordert. Sie zwingen dem König das Generalprivilegium von Saragossa ab.

#### Anatolien
- Die Germiyan rebellieren gegen ihre seldschukischen Oberherren.

#### Stadtrechte und urkundliche Ersterwähnungen
- Aarau und Sommerfeld erhalten das Stadtrecht.
- Damvant, Roche-d’Or, Todtnauberg und Weißbach werden erstmals urkundlich erwähnt.
- Erste urkundliche Erwähnung des Lepraspitals Gutleuthof, von dem der Frankfurter Stadtteil Gutleutviertel seinen Namen herleitet.

### Wirtschaft
- Die Fürstlich Fürstenbergische Brauerei wird durch die Verleihung des Braurechts an Graf Heinrich I. von Fürstenberg am 18. Januar gegründet.

### Wissenschaft und Technik
- Die Papierherstellung wird erstmals urkundlich erwähnt; erste Belege von Papiermühlen in Treviso; in Fabriano (Mark Ancona) werden Papierer genannt (s. 1293)
- In Italien wird von Brillen mit geschliffenen Gläsern geschrieben.

### Kultur
- König Alfons X. von Kastilien gibt ein Buch über das Schachspiel und auch andere Spiele aus seiner Zeit (Libro de los juegos) in Auftrag.
- In Thailand wird die noch heute gültige Schrift eingeführt.
- 1283/1284: Adam de la Halle verfasst und komponiert die ältesten französischen Singspiele mit volkstümlichen Weisen wie Le jeu de Robin et de Marion.

### Religion
- 23. März: Nach dem Tod von Joseph I. Galesiotes wird Gregor II. von Zypern Patriarch von Konstantinopel.

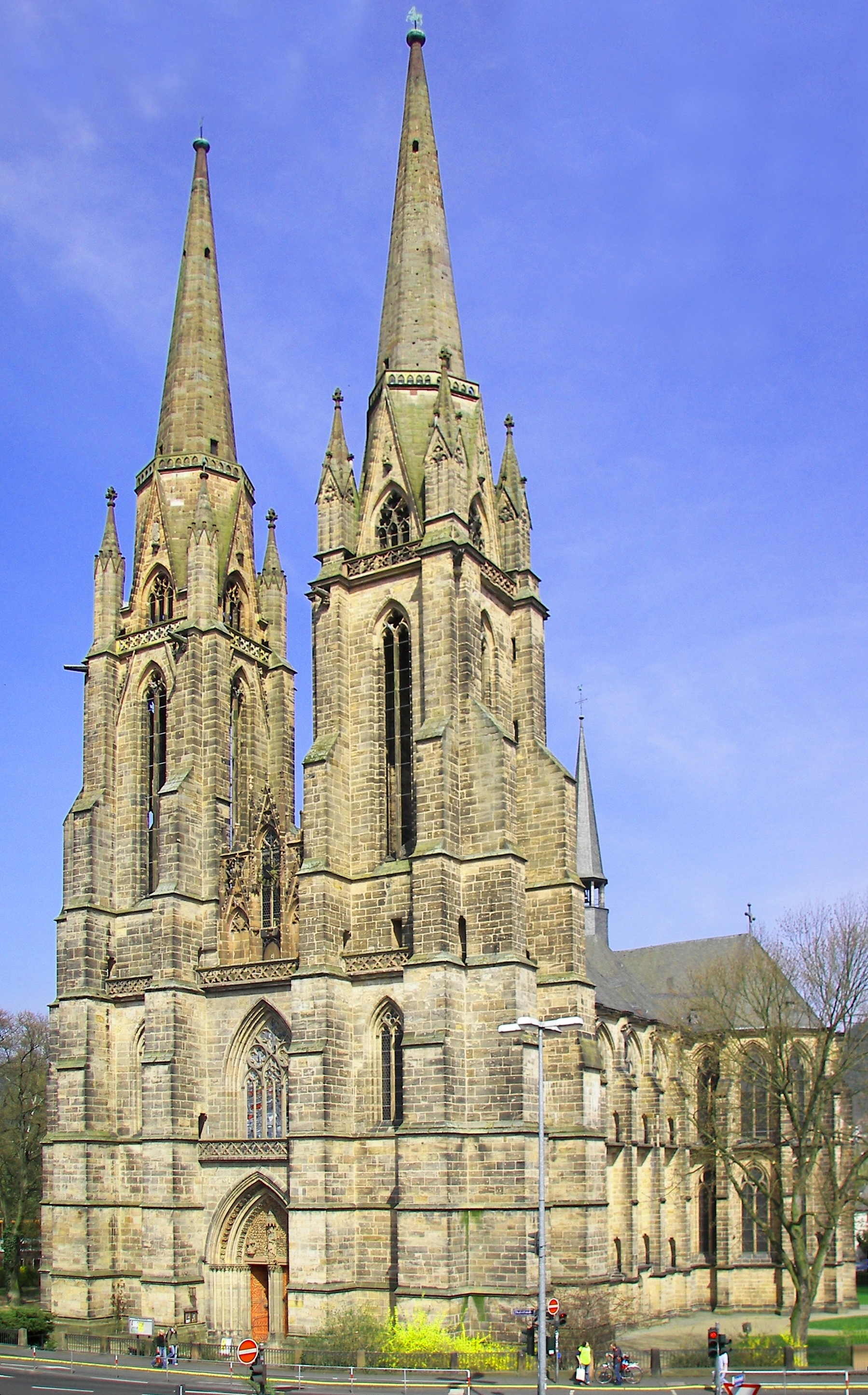
Elisabethkirche Marburg, Ansicht von Südwesten

- Die Elisabethkirche in Marburg, die erste rein gotische Kirche auf deutschem Boden,  wird geweiht.
- Burchard von Schwanden wird Hochmeister des Deutschen Ordens.
- Petrus Johannis Olivi widerruft die im Jahr zuvor inkriminierten Artikel ‚im Gehorsam‘.
- Raimundus Lullus beginnt mit Unterbrechungen in Paris und Montpellier zu lehren.
- um 1283: Petrus de Alvernia (s. 1275) beginnt das Studium der Theologie in Paris.

### Natur und Umwelt
- Deutschland: Warmer Winter

## Geboren

### Geburtsdatum gesichert
- 22. Februar: Thomas Bek, Bischof der englischen Diözese Lincoln († 1347)
- 9. April: Margarete, Königin von Schottland († 1290)

### Genaues Geburtsdatum unbekannt
- Edward Balliol, König von Schottland († 1367)
- Isabella von Kastilien, Infantin von Kastilien, Königin von Aragón und Herzogin der Bretagne († 1328)
- Jakob ben Ascher, jüdischer Autor († 1340)
- Johann I., Großmeister von Frankreich, sowie Herr von Châtillon und Crécy († 1363)

### Geboren um 1283
- Juan Ruiz, spanischer Dichter († um 1350)
- Robert de Holand, englischer Adeliger († 1328)

## Gestorben

### Todesdatum gesichert
- 19. oder 20. Januar: Wernhard von Marsbach, Bischof von Seckau
- 5. März: Ata al-Mulk Dschuwaini, persischer Historiker (* 1226)
- 23. März: Joseph I. Galesiotes, Patriarch von Konstantinopel
- 6. April: Peter I., französischer Prinz, Graf von Alençon und Le Perche, ein Graf von Blois und Chartres sowie Herr von Guise (* 1251)
- 9. April: Margrete Aleksandersdotter, Königin von Norwegen (* 1261)
- 7. Juni: Robert of Holy Island, Bischof von Durham
- 5. August: Ulrich I., Pfalzgrafen von Tübingen
- 11. August: Friedrich I. von Torgau, Bischof von Merseburg
- 27. September: Renaud de Nanteuil, Bischof von Beauvais und Pair von Frankreich
- 15. Oktober: Johann I., Herr von Werle (* um 1245)
- 27. November: Johann von Montfort, Herr von Toron und Tyrus
- 8. Dezember: Richard of Ware, englischer Ordensgeistlicher und Beamter
- 17. Dezember: Yolanda von Vianden, Priorin des Klosters Marienthal (* um 1231)

### Genaues Todesdatum unbekannt
- vor 7. Juli: Patrick de Chaworth, englischer Adeliger und Militär
- 15. oder 25. Dezember: Philipp von Courtenay, Titularkaiser des Lateinischen Kaiserreichs (* 1240/41)
- Abu Ishaq Ibrahim I., Kalif der Hafsiden in Ifriqiya
- Abutsu-ni, japanische Dichterin (* um 1222)
- Antonio Corradi da Gonzaga, italienischer Adeliger
- Dafydd ap Gruffydd, walisischer Fürst von Gwynedd (* 1235)
- Eberhard IV. von Schlüsselberg, fränkischer Edelfreier, Stifter von Kloster Schlüsselau (* um 1220)
- Hermann III., Graf von Weimar-Orlamünde (* um 1230)
- Karma Pakshi, 2. Karmapa der Karma-Kagyü-Schule des tibetischen Buddhismus (* 1204)
- Konrad III. von Mödling, Augustiner-Chorherr und Propst des Klosterstifts Berchtesgaden
- Ludwig I., Herzog von Teck
- al-Qazwīnī, persischer Arzt, Astronom und Geograf (* um 1203)

### Gestorben um 1283
- Alexander Stewart, 4. High Steward of Scotland, schottischer Adeliger (* um 1214)
- nach: Joseph of Chauncy, englischer Ordensritter (* vor 1213)